# Brug 1061

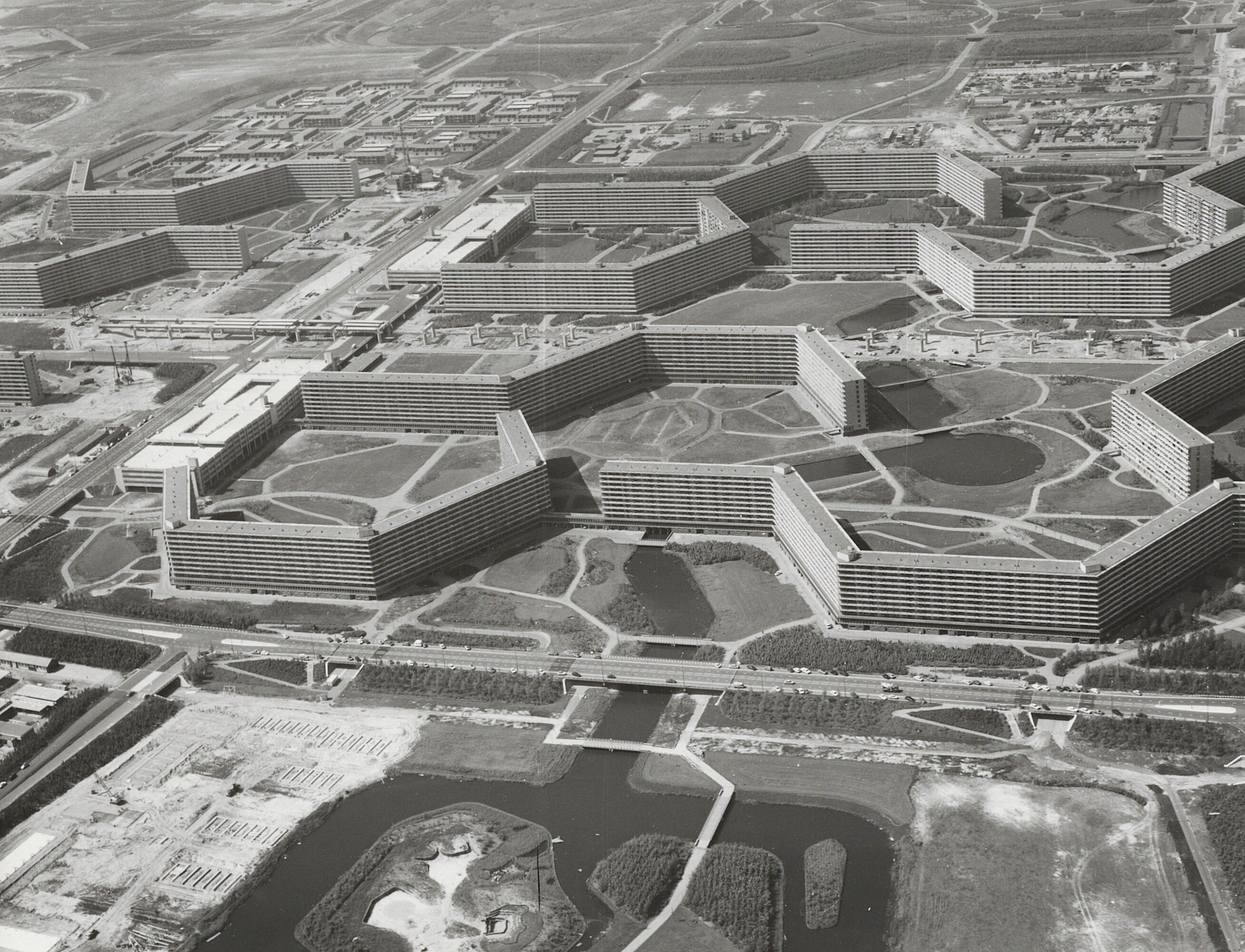
Links schuin naar boven de Karspeldreef; tussen twee witte parkeergarages ligt onder het metrospoor de opstelplaats, brug 1061 (1973)

Brug 1061 was een relatief groot bouwkundig kunstwerk in Amsterdam-Zuidoost. Plaatselijk stond het bekend als het busplatform Kraaiennest.

## Geschiedenis
Vanaf 1966 werd er in de wijk druk gewerkt aan de infrastructuur. Daarbij werd gekozen voor gescheiden verkeersstromingen. Snelverkeer reed middels dreven over halfhoge dijklichamen, langzaam verkeer ging over paden op maaiveldniveau, Daarbij werd een soort ringweg geprojecteerd van wat de Bijlmerdreef, 's-Gravendijkdreef, Karspeldreef en Groesbeekdreef zouden worden; de straatnamen waren bij het intekenen nog niet bekend. Die ring werd nog eens doorsneden door de Oostlijn met de Bijlmerdreefmetrobrug, ook die naam dateert van later. Op die metrobrug bij de kruising met de Karspeldreef werd metrostation Kraaiennest gebouwd. Daaromheen kwamen twee parkeergarages met in de oostelijke ook het winkelcentrum Kraaiennest.

### Bouw
Voor zowel metrostation als winkelcentrum werd al vanaf 1968 tot circa 1973 gewerkt aan een halfhoog gelegen busplatform, een zogenaamd parallelviaduct (van brug 1058). Dat platform van 180 meter lengte en 24 meter breedte kreeg vier aansluitingen van ruim twaalf (doorvoer negen meter) breed (twee aan twee) met de Karspeldreef. Die aansluiting diende ook als toe- en afvoer van de parkeergarages. Verantwoordelijk voor eigenlijk alle kunstwerken binnen en in genoemde ringweg was Dirk Sterenberg, werkend voor en met de Dienst der Publieke Werken. Voor overige werken alhier maakte hij gebruik van standaardontwerp, die al naargelang de vraag verlengd of ingekort werden. Dat was hier gezien de eindbestemming niet mogelijk. Toch paste Sterenberg hier een soort handtekening toe in bijvoorbeeld de afgeronde randplaten, die elders in de wijk ook toegepast werden. Uiteraard werd dit verhoogde platform gedragen door een aantal pijlers. Het platform moest voorzien worden met opslagplaatsen voor vuilcontainers, grofvuilhuisjes en hemelwaterafvoeren. Elders in de wijk kwam een soortgelijk platform bij winkelcentrum Ganzenhoef. Voor Amsterdam-Noord ontwierp Sterenberg nog het Buikslotermeerpleinbrug, echter dat was een doorgaande weg met bushaltes aan de zijkanten. Na oplevering van het casco (circa 1969) werd er nog tot de officiële opening van het metrostation (1977) aan het bouwwerk gewerkt. Een foto uit 1970 laat een nog ongebruikt platform zien, ca. 1974 in gebruik met de torenflats nog in aanbouw en 1976 laat al donkere rijsporen op het viaduct zien, terwijl het ongebruikte metrostation alleen perrons en liftschacht laat zien.

### Indeling

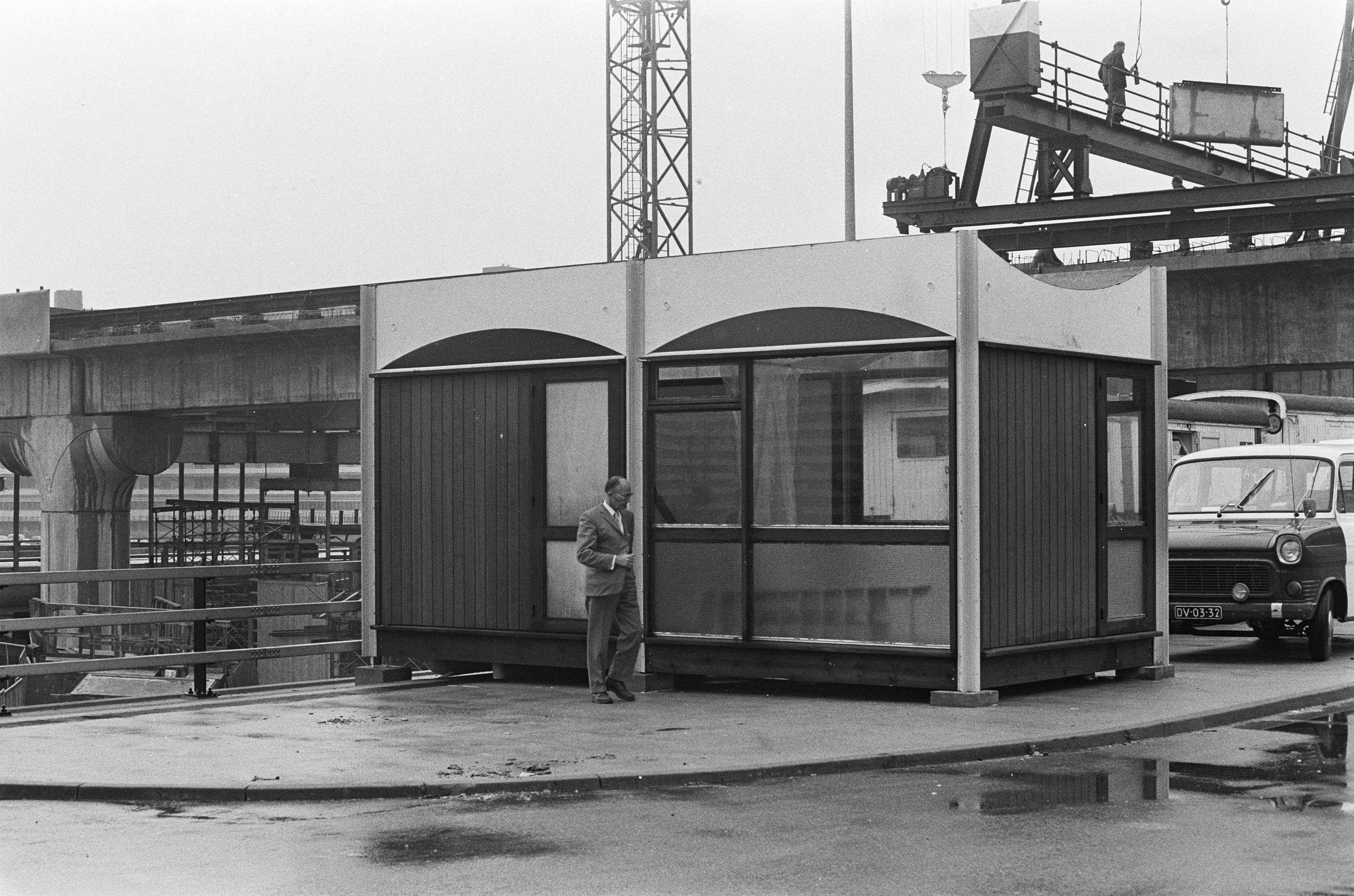
Platform kort voor in gebruikname met personeelshuisje

Het busplatform bestond uit meerdere halteplaatsen en halteheuvels en werd op 30 september 1973 in gebruik genomen door GVB buslijnen 55, 56, 58 en 59 en Centraal Nederland buslijn 14.Het platform werd aanvankelijk in beide richtingen bereden en voorzien van twee hoogtebalken in verband met de beschikbare ruimte tussen het metrostation en het platform.In midden jaren zeventig werd vanaf de brug 1058 op de Karspeldreef in westelijke richting een verbindingsbrug gemaakt met de hal behorend bij metrostation en naar het busplatform. Hierdoor behoefde in westelijke richting het platform niet meer te worden gerond. Het platform werd daarna in de andere richtingen alleen met de klok mee bereden. Hierbij gebruikte de bussen de binnenste aansluitingen en het autoverkeer naar de parkeergarage's de buitenste. Ook bevond zich op het platform een taxistandplaats waarvan, alhoewel niet toegestaan, ook door snorders van gebruik gemaakt werd. Ook werd er gelost en geladen en (fout) geparkeerd. Daarnaast waren er ook andere voorzieningen zoals een personeelshuisje voor de chauffeurs, telefooncellen en een brievenbus. Onder het viaduct was ruimte voor de markt. Het gezondheidscentrum had naast een ingang op het maaiveld ook een ingang op de etage met loopbrug vanaf het busplatform.

### Sloop
Vanaf eind van de jaren negentig vond er een grootscheepse sanering plaats in en om de cirkel. Sommige flatgebouwen verdwenen om plaats te maken voor nieuwe laagbouw. Er werd ook gekozen de genoemde ringweg deels af te graven en kruisingen gelijkvloers op het maaiveldniveau te leggen. Die actie leidde er toe dat de Karspeldreef hier in 2002 werd afgegraven, bruggen, waaronder 1058, verdwenen evenals het busplatform. De parkeergarages en het winkelcentrum verdwenen later uit de plattegrond. Het metrostation kreeg een nieuwe opzet en lag niet meer over de Karspeldreef, maar ten noorden daarvan. De bushaltes werden verplaatst naar maaiveldniveau op de Karspeldreef en Kromwijkdreef en liggen relatief ver uit elkaar op grotere loopafstand van het metrostation. Van het platform is in 2024 niets meer terug te vinden. Op het westelijk deel en op de plaats van de gesloopte parkeergarage van Kruitberg en Kikkenstein werd in 2012 een nieuw woon/winkelcentrum geopend; De Kameleon naar ontwerp van NL Architects.
<<< · 1000 · 1001 · 1002 · 1003 · 1004 · 1005 · 1006 · 1007 · 1008 · 1009 · 1010 · 1011 · 1012 · 1013 · 1014 · 1018 · 1028 · 1029 · 1030 · 1032 · 1033 · 1034 · 1035 · 1036 · 1037 · 1038 · 1039 · 1040 · 1041 · 1044 · 1045 · 1046 · 1048 · 1049 · 1050 · 1051 · 1062 · 1063 · 1064 · 1065 · 1066 · 1067 · 1076 · 1077 · 1078 · 1083 · 1090 · 1092 · 1093 · 1094 · 1095 · 1096 · 1097 · 1098 · 1099 · >>>
Brugnummers  1015, 1016, 1017, 1019, 1020, 1021, 1022, 1023, 1024, 1025, 1026, 1027, 1031, 1042, 1043, 1047, 1052/1053 (niet gebouwd), 1054, 1055, 1056, 1057, 1058, 1059, 1060, 1061, 1068, 1069-1075, 1079, 1080, 1081, 1082, 1084-1088, 1089 en 1091 (onbekend) zijn niet meer vergeven. De meesten daarvan zijn gesloopt in verband met sanering Zuidoost. Alle bruggen lagen en liggen in Zuidoost behalve bruggen 1000 en 1002.